# Winfried Kleine
Winfried Kleine (* 6. Februar 1937) ist ein ehemaliger deutscher Fußballspieler. Von 1959 bis 1962 bestritt er für den SC Chemie Halle 43 Spiele in der DDR-Oberliga, der höchsten Spielklasse im DDR-Fußball.

## Sportliche Laufbahn
Seinen Einstand im DDR-weiten Fußballspielbetrieb gab Winfried Kleine 1955 im Alter von 18 Jahren in der zweitklassigen DDR-Liga beim SC Wissenschaft Halle. Seine ersten Spiele für die Hallenser Studenten bestritt er in einer Übergangsrunde, die vom September bis November 1955 ausgetragen wurde, um anschließend den DDR-Fußball auf den Kalenderjahr-Spielrhythmus umzustellen. In der DDR-Liga wurden 13 Spiele absolviert, von denen Kleine acht Begegnungen bestritt. In den DDR-Liga-Spielzeiten 1956 und 1957 mit insgesamt 52 Punktspielen wurde er vom SC Wissenschaft 29-mal eingesetzt, 1956 war er mit einem Tor erfolgreich. Auch 1958 startete der SC Wissenschaft mit Kleine in die DDR-Liga. Im Juni kam es zu einer Fusion mit dem SC Chemie Halle-Leuna, der danach den Zusatz „Leuna“ abgelegte.
Die Fußballmannschaft des SC Wissenschaft wurde zum SC Chemie II. Kleine hatte vor der Fusion zwölf DDR-Ligaspiele für den SC Wissenschaft bestritten, wurde danach aber vom SC Chemie in dessen Oberligamannschaft übernommen, in der er bis zum Saisonende in allen 14 Punktspielen als linker Mittelfeldspieler eingesetzt wurde. Da die Chemiker anschließend absteigen mussten, kehrte Kleine wieder in die Zweitklassigkeit zurück. Am sofortigen Wiederaufstieg war er mit 18 von 26 Punktspielen und einem Tor beteiligt. In der neuen Oberligasaison 1960 behielt Kleine zunächst seine Stammposition im linken Mittelfeld, kam in den letzten vier Punktspielen aber als halbrechter Stürmer zum Einsatz. Insgesamt bestritt er in dieser Spielzeit 19 Punktspiele. 1961 wurde der DDR-Fußball wieder auf den Sommer-Frühjahr-Spielbetrieb umgestellt. Dazu wurde vom Winter 1961 bis zum Frühjahr 1962 in der Oberliga eine Saison mit 39 Punktspielen ausgetragen. Kleine kam erst am 7. Spieltag zum Einsatz und wurde danach in immer unregelmäßigeren Abständen aufgeboten. Am Saisonende hatte er nur elf Punktspieleinsätze zu verzeichnen und wirkte auch nicht im Pokalendspiel am 10. Juni 1962 mit, das der SC Chemie Halle mit 3:1 über den SC Dynamo Berlin gewann.
Mit Beginn der Saison 1962/63 spielte Kleine wieder für Wissenschaft Halle, inzwischen wieder als HSG mit einer Fußballmannschaft, die gerade in die viertklassige Bezirksliga Halle abgestiegen war. Mit der HSG wurde Kleinert Bezirksmeister, in den Relegationsspielen zur DDR-Liga konnte sich die Mannschaft jedoch nicht durchsetzen. Nach einem weiteren Jahr in der Bezirksliga wurde die HSG-Fußballmannschaft in die Betriebssportgemeinschaft (BSG) Turbine Halle übergeleitet, die ab 1964/65 den Platz der HSG in der Bezirksliga übernahm. Bei der BSG Turbine beendete Winfried Kleine schließlich seine Laufbahn als Fußballspieler.